# Едуард фон Гофман
Едуард Ріттер фон Гофман (нім. Eduard von Hofmann; 27 січня 1837, Прага — 27 серпня 1897 Опатія) — австрійський лікар, вважається піонером сучасної судової медицини.

## Життєпис
Гофманн навчався в Карловому університеті в Празі, отримав ступінь доктора в 1861 році і завершив свою габілітацію в 1865 році з аспірації амніотичної рідини під час пологів. За рекомендацією Карла фон Рокітанські, він був призначений на кафедру державної медицини Інсбрукського університету в 1869 році. Використовуючи для судової медицини нові методи та прилади, такі як мікроскопія, спектроскопія та експерименти на тваринах, він дав новий поштовх науці. У 1873 році фон Гофманн став деканом в Інсбруку, але в 1875 році він прийняв виклик до Віденського університету, щоб продовжити свою професорську роботу, знову ж таки за посередництва Рокітанські.
Як і його попередник, він інтенсивно інтегрував свій Інститут судової медицини в офіційну систему розтину трупів, що забезпечувало адекватне постачання тіл для дослідження. Він також підтримав розширення співпраці з патологоанатомами-експериментаторами та судово-токсикологами в судовій медицині. Зрештою, його метою було створити судову медицину, яка була б вільна від домінування патологічної анатомії. У цьому сенсі він відокремив Судово-медичний музей від патолого-анатомічної експозиції університету. Його робота підняла загальну важливість Віденського інституту до міжнародно визнаного рівня.
За заслуги в науці та охороні здоров'я фон Гофман отримав як академічне, так і державне визнання у вигляді численних медалей і зведення у дворянство з присвоєнням лицарського титулу. Основна праця Едуарда фон Гофмана, «Підручник судової медицини», опублікована в 1878 році, була перекладена всіма науковими мовами та витримала дев'ять видань до ранньої смерті Гофмана. Сам він отримав почесну могилу на Центральному кладовищі Відня.

## Резонансні справи
Серед справ, в яких Гофманн був залучений як судово-медичний експерт, можна виділити наступні:
- Розкриття вбивства молодої жінки її нареченим, який був засуджений на основі волосся, вирваного з рук тих, хто впав на перевалі Стельвіо.
- Участь в ідентифікації майже 400 жертв пожежі в Рінгтеатрі 8 грудня 1881 р.; тим самим виявивши отруєння чадним газом як справжню причину смерті жертв пожежі, і довівши, що чадний газ є надійним доказом того, що хтось згорів живцем.
- Доповідь про особу жіночого трупа, знайденого в Тисі під час процесу про ритуальне вбивство Тісаеслар, 1883 рік.
- Участь у звіті про смерть кронпринца Рудольфа в 1889 році, яка довела самогубство.

## Науковий доробок
- Lehrbuch für Gerichtliche Medizin, 1878 — 11 Auflagen bis 1927
- Beiträge zu Albert Eulenburgs Real-Encyclopädie der gesammten Heilkunde. Erste Auflage.
  - Band 1, 1880 (Едуард фон Гофман // Internet Archive), S. 58–65: Abortus (forensisch …)
  - Band 2, 1880 (Едуард фон Гофман // Internet Archive), S. 98–104: Beischlaf (forensisch); S. 287—290: Blitzschlag; S. 334—343: Blutspuren
  - Band 5, 1881 (Едуард фон Гофман // Internet Archive), S. 51–53: Erfrieren (forensisch); S. 85–92: Ertrinken (forensisch); S. 414—415: Frühgeburt (forensisch)
  - Band 6, 1881 (Едуард фон Гофман // Internet Archive), S. 415—422: Hermaphrodismus; S. 536—540: Hinrichtung; S. 697—702: Hymen
  - Band 7, 1881 (Едуард фон Гофман // Internet Archive), S. 406—407: Kindspech
  - Band 10, 1882 (Едуард фон Гофман // Internet Archive), S. 294—303: Päderastie
  - Band 11, 1882 (Едуард фон Гофман // Internet Archive), S. 635—638: Samenflecke
  - Band 12, 1882 (Едуард фон Гофман // Internet Archive), S. 82–84: Schändung; S. 565—566: Sodomie (forensisch)
  - Band 13, 1883 (Едуард фон Гофман // Internet Archive), S. 200—209: Strangulation; S. 559—560: Todtenflecke
  - Band 15, 1883 (Едуард фон Гофман // Internet Archive), S. 72–79: Zeugungsfähigkeit (forensisch)

Приклад висновку судово-медичної експертизи:
- Gerichtliche Medizin. Zum Prozesse von Tisza-Eszlár. Gutachten über die am 18. Juni 1882 bei Tisza-Dada aus der Theiss gezogene, am 19. gerichtlich obduzirte und am 7. Dezember 1882 behufs neuerlicher Untersuchung exhumirte weibliche Leiche. In: Wiener Medizinische Wochenschrift, Jahrgang 1883, S. 779—785 (online bei ANNO). (Teil 1)
- Gerichtliche Medizin. Zum Prozesse von Tisza-Eszlár. Gutachten über die am 18. Juni 1882 bei Tisza-Dada aus der Theiss gezogene, am 19. gerichtlich obduzirte und am 7. Dezember 1882 behufs neuerlicher Untersuchung exhumirte weibliche Leiche. In: Wiener Medizinische Wochenschrift, Jahrgang 1883, S. 811—816 (online bei ANNO). (Teil 2)
- Gerichtliche Medizin. Zum Prozesse von Tisza-Eszlár. Gutachten über die am 18. Juni 1882 bei Tisza-Dada aus der Theiss gezogene, am 19. gerichtlich obduzirte und am 7. Dezember 1882 behufs neuerlicher Untersuchung exhumirte weibliche Leiche. In: Wiener Medizinische Wochenschrift, Jahrgang 1883, S. 844—848 (online bei ANNO). (Teil 3)
- Gerichtliche Medizin. Zum Prozesse von Tisza-Eszlár. Gutachten über die am 18. Juni 1882 bei Tisza-Dada aus der Theiss gezogene, am 19. gerichtlich obduzirte und am 7. Dezember 1882 behufs neuerlicher Untersuchung exhumirte weibliche Leiche. In: Wiener Medizinische Wochenschrift, Jahrgang 1883, S. 876—880 (online bei ANNO). (Teil 4)